# Konrad Granström
Nils Konrad Granström, detto Kotte (Luleå, 21 ottobre 1900 – Stoccolma, 4 gennaio 1982), è stato un ginnasta svedese.

## Palmarès

### Olimpiadi
- 1 medaglia:
  - 1 oro (Anversa 1920 nel concorso svedese a squadre)